# Do for Love
Singles de 2Pac
I Wonder If Heaven Got a Ghetto (en)
(1997) Changes
(1998)
Do for Love est un single de 2Pac en featuring avec Eric Williams du groupe Blackstreet. Le titre est issu de l'album posthume R U Still Down? (Remember Me) (1998).
Le titre a atteint la 21e place du Billboard Hot 100.
La chanson contient les samples de la chanson What You Won't Do for Love (1978) de Bobby Caldwell et de Y? (Be Like That) (Jay Dee Remix) (1996) de The Pharcyde.